# トゥー・ブロックス・フロム・ジ・エッジ
『トゥー・ブロックス・フロム・ジ・エッジ』（Two Blocks from the Edge）は、アメリカ合衆国のジャズ・サクソフォーン奏者、マイケル・ブレッカーが1998年に発表した、単独リーダー作としては5作目のスタジオ・アルバム。日本で先行発売された。

## 背景
ブレッカーの当時のレギュラー・グループに、ドン・アライアスを加えた編成で録音された。ブレッカーは本作に関して「自分のバンドのライヴで新曲を練り上げてから制作した、初めてのアルバム」「私にとって最も自然発生的なアルバム」と語っている。アルバム・タイトルは、長年にわたりブレッカーと共演してきたドン・グロルニック（1996年死去）の口癖が元になっており、本作自体もグロルニックに捧げられた。
「ジ・インペイラー」は、ジェフ・テイン・ワッツがリーダー・アルバム『Megawatts』（1991年）で発表した曲の再演で、ワッツは1998年録音・1999年発表のリーダー・アルバム『シティズン・テイン』でも同曲をリメイクした。

## 反響・評価
アメリカの『ビルボード』では、ジャズ・アルバム・チャートで5位に達した。
スコット・ヤナウはオールミュージックにおいて5点満点中4.5点を付け「冒頭を飾るミディアム・テンポのブルース"Madame Toulouse"や、キャッチーな"Bye George"（まるでホレス・シルヴァーが書いたかのような曲である）から、最後を飾るファンキーで茶目っ気に満ちた"Delta City Blues"に至るまで、実に強力な作品だ」「推薦盤である」と評している。また、『CDジャーナル』のミニ・レビューでは「ブレッカーは全編でストレートアヘッドなインプロヴィゼーションに全力で挑み、成功をおさめた。真に迫った演奏が心を揺さぶる」と評されている。

## トラック・リスト
特記なき楽曲はマイケル・ブレッカー作。「スカイラーク」はインターナショナル盤ボーナス・トラックで、アメリカ盤には収録されていない。なお、日本初回盤CD (MVCI-24008)および2007年再発CD (UCCV-9319)では、「デルタ・シティ・ブルース」はイントロと本編の2トラックに分割されているが、アメリカ盤CD (IMPD-260)およびヨーロッパ盤CD (IMP-12612)では1トラックとして扱われている。
| #   | タイトル                                                              | 作詞 | 作曲・編曲 | 時間 |
| --- | --------------------------------------------------------------------- | ---- | ---------- | ---- |
| 1.  | 「マダム・トゥールーズ - Madame Toulouse」                            |      |            | 5:19 |
| 2.  | 「トゥー・ブロックス・フロム・ジ・エッジ - Two Blocks from the Edge」 |      |            | 8:31 |
| 3.  | 「バイ・ジョージ - Bye George」(Joey Calderazzo)                      |      |            | 6:58 |
| 4.  | 「エル・ニーニョ - El Niño」(J. Calderazzo)                           |      |            | 7:42 |
| 5.  | 「キャッツ・クレイドル - Cat's Cradle」(J. Calderazzo)                |      |            | 6:43 |
| 6.  | 「ジ・インペイラー - The Impaler」(Jeff "Tain" Watts)                 |      |            | 7:13 |
| 7.  | 「ハウ・ロング・ティル・ザ・サン - How Long 'Til the Sun」            |      |            | 7:38 |
| 8.  | 「デルタ・シティ・ブルース - イントロ - Delta City Blues - Intro」    |      |            | 0:49 |
| 9.  | 「デルタ・シティ・ブルース - Delta City Blues」                       |      |            | 4:51 |
| 10. | 「スカイラーク - Skylark」(Johnny Mercer、Hoagy Carmichael)           |      |            | 5:05 |

## パーソネル
- マイケル・ブレッカー – テナー・サクソフォーン
- ジョーイ・カルデラッツォ - ピアノ
- ジェームス・ジナス - ダブル・ベース
- ジェフ・テイン・ワッツ - ドラムス
- ドン・アライアス - パーカッション